# 조공도
조공도(朝貢道)는 영주도와 함께 당나라와 발해 간 교역로로 사용된 길로, 해로로 서경압록부를 지나 압록강을 따라 황해를 통해 등주에 도착하는 길이다. 등주는 발해, 신라 사람들이 많이 거주하는 곳으로 발해관, 신라관, 신라원 등이 있었다. 이로 인해 등주를 통한 교류가 빈번하였다. 
《신당서》 발해전(渤海傳)에는 국도(國都)인 상경(上京)을 중심으로 하여 각 방면에 이르는 교통로를 설명하고 있는데 그 중에 조공도 ‘서경압록부(西京鴨綠府)는 조공하는 길(朝貢道也)이라고 기록되어 있다.